# Вагитан

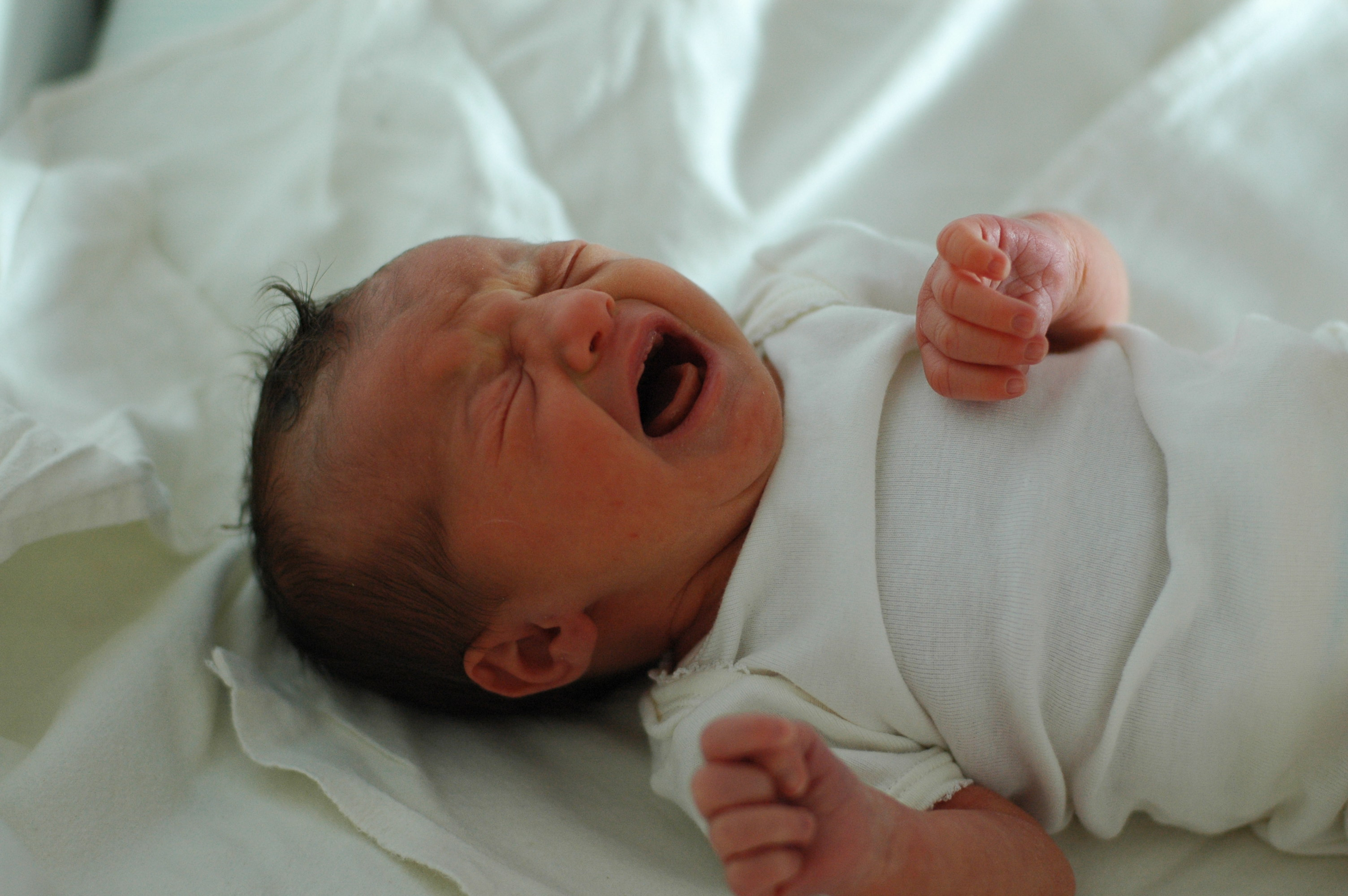
В Древнем Риме Вагитан (или Ватикан) считался богом, который открывал рот новорожденного, для того чтобы тот выкрикнул первый слог его имени, слог ва

Вагитан (Vagitanus) — божество древних римлян, присутствовавшее при первых криках новорожденного. Его изображали в виде плачущего младенца. Имя бога переводится с латинского как «крик новорожденного». Несмотря на этимологические связи между именем бога и словосочетанием «крик новорожденного», Якоб Гроновиус утверждал, что правильная форма имени должна быть не Вагитан (лат. Vagitanus), а Ватикан (лат. Vaticanus), так как «Вагитан» — это его написание на народной латыни, а не на классической. Считалось, что Вагитан открывал рот младенца при рождении, чтобы тот произнес первый слог его имени. Таким образом, Вагитан описывался как бог, который давал речь человеку при его рождении, но следует проводить различие между первым криком и первым слогом членораздельной речи, которой ведали другие божества.